# Fiacha VI Sraibtine
Fiacha VI Sraibtine – na wpół legendarny zwierzchni król Irlandii z dynastii Milezjan (linia Eremona) w latach 296-327, syn zwierzchniego króla Irlandii Cairbre’a II Liffechaira („z Liffey”) i zapewne jego pierwszej żony Aine. Według Geoffreya Keatinga otrzymał przydomek Sraibtine ponieważ był wychowany w Dun-Sraibhtine na terenie Connachtu. Inni zaś zapewniają, że otrzymał od chmury ognia, czyli burz z piorunami, które wystąpiły podczas jego panowania.
Według średniowiecznej irlandzkiej legendy i historycznej tradycji ojciec zginął w bitwie pod Gabhra-Aichle koło Tary w hrabstwie Meath. Tron Irlandii przeszedł na Fothada I Capthecha i Fothada II Airgthecha, synów arcykróla Lugaida VI MacConn. Ci rządzili wspólnie, ale w granicach roku Fothad II Airgthech zabił swego brata. Fiacha i fianna wykorzystując okazję pokonali i zabili Fothada II w bitwie pod Ollarba.
W szóstym roku panowania Fiacha brał udział w sześciu bitwach. Pod Duibhlinn („Czarny Staw”), obecną stolicą Dublinem, walczył z mieszkańcami Leinsteru. Następnie walczył w trzech bitwach pod Sliabh Toadh, górą w pobliżu miejscowości Ardara w hrabstwie Donegal, w bitwie pod Smear oraz pod Ciarmhagh („Brązowa Równina”). Muiredach Tirech, syn Fiachy, dowodził armią, gdy sam arcykról nie mógł walczyć w bitwie. „Trzej Collasowie” — Colla Uais, Colla da Chrioch i Colla Menn, synowie brata Fiachy, Eochaida Doimléna — wydali bitwę stryjowi, podczas gdy Muiredach z armią był jeszcze w Munsterze. Dubchomar, druid Fiachy, wyprorokował, że gdyby arcykról pokonał Collasów, żaden z jego potomków nie będzie rządzić Irlandią i podobnie, gdyby Collasowie wygrali, żaden z ich potomków nie będzie arcykrólem. Fiacha został pokonany i zabity w bitwie pod Dubchomarem („Napływem Rzeki Dubh”) na terytorium Crioch Rois (Criogh Rois) na południe od Tailtean na terenie Bregii. Miejsce otrzymało nazwę na cześć druida, zabitego na tym terenie. Fiacha panował trzydzieści jeden, trzydzieści trzy, trzydzieści sześć lub trzydzieści siedem lat nad Irlandią. Władzę po nim objął jeden z „Trzech Collasów”, Carioll zwany Colla Uais („Szlachetny”).

## Potomstwo
Fiacha z żoną Aife (Aoife), córką Gaedala, króla Galów, miał dwóch synów:
- Muiredach II Tirech, przyszły zwierzchni król Irlandii
- Domnall, pozostawił po sobie potomstwo: Eochaid Fer da Giall ⇒ Maine Mor („Wielki”) ⇒ Bressal ⇒ Dallan ⇒ Lugaid ⇒ Feradach ⇒ Cairpre Cromm ⇒ Cormac ⇒ Eogan Finn ⇒ Dicuill ⇒ Fidchellach ⇒ Dluthach ⇒ Indrechtach ⇒ Ailill ⇒ Finnachta ⇒ Cellach ⇒ Áed ⇒ Murchad ⇒ Tadg ⇒ Sadb ingen Áeda, żona Cathala V mac Conchobair (zm. 1010 r.), króla Connachtu.